# Konury

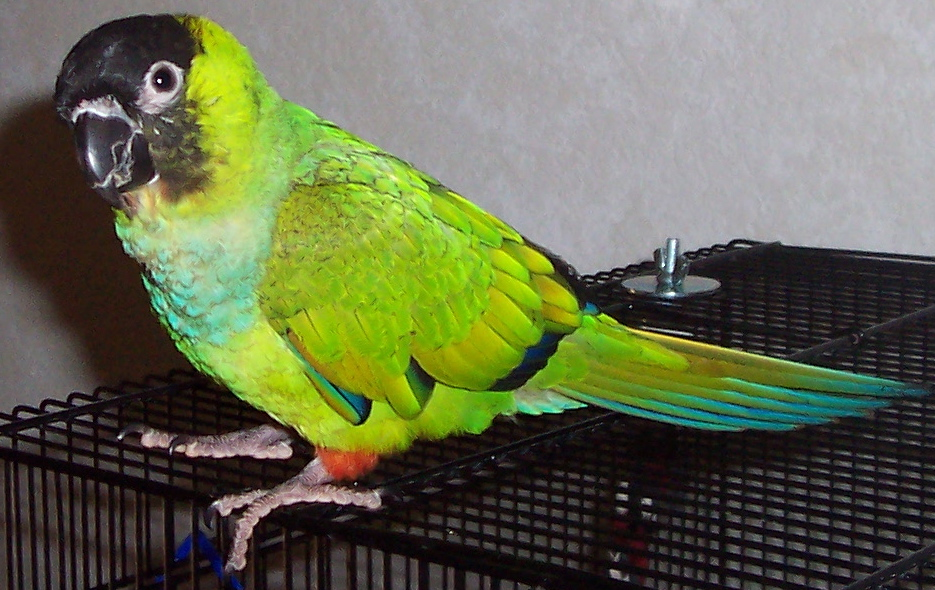
Konura czarnogłowa

Konury (ang. conures) – zróżnicowana, luźno zdefiniowana grupa małych i średnich papug. Należą do kilku rodzajów w obrębie długoogoniastej grupy podrodziny papug pochodzącej z Nowego Świata o nazwie papugi neotropikalne. Termin conure jest używany przede wszystkim przez hodowców oraz właścicieli papug, choć pojawił się już w niektórych czasopismach naukowych. American Ornithologists' Union używa słowa parakeet do określania tych ptaków, jednak Joseph Forshaw, wybitny australijski ornitolog, wykorzystuje słowo conure. Jednym z przedstawicieli tej grupy jest konura słoneczna.

## Przedstawiciele konur
Jako konury określa się następujące rodzaje:
- Pyrrhura – rudosterki (23 gatunki[4])
- Conuropsis – jedynym przedstawicielem jest papuga karolińska (Conuropsis carolinensis)
- Cyanoliseus – jedynym przedstawicielem jest patagonka (Cyanoliseus patagonus)
- Enicognathus – krasnogonki (2 gatunki)
- Guaruba – jedynym przedstawicielem jest złotniczka (Guaruba guarouba)
- Leptosittaca – jedynym przedstawicielem jest złotopiórka (Leptosittaca branickii)
- Ognorhynchus – jedynym przedstawicielem jest żółtoliczka (Ognorhynchus icterotis)
- Aratinga (6 gatunków[4])
- Eupsittula[4] (5 gatunków)
- Psittacara[4] – szmaragdolotki (12 gatunków)
- Thectocercus[4] – jedynym przedstawicielem jest szmaragdzianka (Thectocercus acuticaudatus)